# Ahmed Sakr
Pour les articles homonymes, voir Sakr.
Ahmed Sakr (arabe : احمد الصقر), né le 7 avril 1970 au Liban, est un joueur de football international libanais qui évoluait au poste de gardien de but.

## Biographie

### Carrière en sélection
Ahmed Sakr joue en équipe du Liban entre 1993 et 2003.
Il participe avec le Liban à la Coupe d'Asie des nations 2000 organisée dans son pays natal. Lors de cette compétition, il joue deux matchs : contre l'Iran, et l'Irak.

## Palmarès
Nejmeh
| - Championnat du Liban (1) : - Champion : 2008-09. - Vice-champion : 2005-06. - Supercoupe du Liban (1) : - Vainqueur : 2008. |  | - Coupe de l'AFC : - Finaliste : 2005. |